# Orden basiliana del Santísimo Salvador
La Orden Basiliana del Santísimo Salvador de los Melquitas (oficialmente en latín: Ordo Basilianus Sanctissimi Salvatoris Melkitarum), también conocida como Orden Basiliana del Santísimo Salvador u Orden Basiliana Salvatoriana, es una orden religiosa de la Iglesia greco-católica melquita, de vida apostólica y de derecho pontificio, fundada en Sidón, en 1684, por el metropolita de los melquitas de Tiro y Sidón Eutimio Sayfi. A los miembros de este instituto se les conoce como basilianos salvatorianos o padres salvatorianos, y posponen a sus nombres las siglas B.S.

## Historia

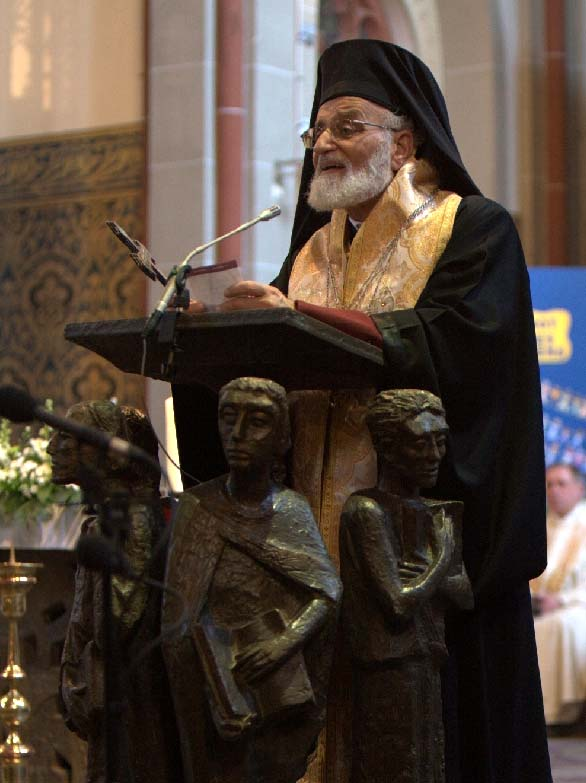
El patriarca de Antioquía de los melquitas, Gregorio III Laham es miembro de la Orden Basiliana del Santísimo Salvador.

La orden fue fundada por el metropolita de Tiro y Sidón, Eutimio Sayfi, en la ciudad de Sidón, Líbano, en 1684, con el ideal de restablecer la comunión de los antiguos monasterios basilianos, que se encontraban en comunión con la Iglesia melquita y que más tarde pasarían a la comunión con la Iglesia de Roma. Al adoptar la regla de san Basilio fueron considerados por mucho tiempo una orden de vida monástica, sin embargo no era del todo cierto, porque desde sus inicios se dedicaron a actividades pastorales, aunque si esta se limitaba a las proximidades del monasterio.
El instituto recibió la aprobación pontificia en 1717 y fue declarado una orden religiosa de vida apostólica en 1955, para que se dedicaran a las misiones populares entre los feligreses del patriarcado de Antioquía.

## Organización
La Orden Basiliana del Santísimo Salvador es un instituto religioso centralizado, cuyo gobierno es ejercido por un superior al que sus miembros llaman archimandrita general. Este es elegido por los superiores de los diversos monasterios para un periodo de seis años, los cuales pueden ser renovados por segunda vez. En el cargo es coadyuvado por un consejo de cuatro miembros. Al pertenecer a la iglesia greco-católica melquita es de rito bizantino. Su sede central se encuentra el monasterio del Santísimo Salvador de Sidón (Líbano).
Los salvatorianos se dedican a las misiones populares, especialmente entre los miembros de la Iglesia greco-católica melquita en Líbano y Siria. También tienen abiertas otras misiones en otras partes del mundo, para la atención de los migrantes libaneses de rito bizantino. En 2015, el instituto contaba con 95 monjes (de los cuales 87 sacerdotes) y 11 monasterios, presentes en Estados Unidos, Líbano y Siria.